# اصطناع بوخرر للكربازول
اصطناع بوخرر للكربازول هو تفاعل كيميائي يستخدم لاصطناع الكربازول من تفاعل النفثول مع أريل الهيدرازين بوجود بيكبريتيت الصوديوم. هذا التفاعل سمي نسبة إلى الكيميائي الألماني هانز تيودور بوخرر Hans Theodor Bucherer.